# Greisch (Luksemburg)
Greisch (lb. Gräisch) – wieś w południowo-zachodnim Luksemburgu, w gminie Hobscheid, w kantonie Capellen. Do 3 października 2015 leżała w dystrykcie Luksemburg. Wieś zamieszkuje 227 osób.